# زمرد عجلي
الزمرد العجلي (بالإنجليزية: Trapiche emerald)‏ هو حجر كريم ونادر ونوع من أنواع الزمرد، ويتميز بتقسيم لونه الشعاعي السداسي ما بين اللونين الأخضر والأسود وتعني كلمة (Trapiche) في اللغة الإسبانية مطحنة السكر أو عجلة الطحن بسبب شكله الشبيه بالعجلة، أكتشف لأول مرة في عام 1879 من قبل إميل براتراند في كولومبيا وكذلك تم أكتشاف أعداد كبيرة وفريدة منه في البرازيل ومدغشقر.